# DESTINY+
DESTINY+ (англ. Demonstration and Experiment of Space Technology for INterplanetary voYage with Phaethon fLyby and dUst Science, Демонстрація та експеримент космічної технології для міжпланетної подорожі з прольотом Фаетона та наукою про пил) — запланована місія японського космічного агентства JAXA з метою прольоту повз астероїд 3200 Фаетон, материнське тіло метеорного потоку Гемініди. Станом на 2020 рік, запуск DESTINY+ планувався на 2024 рік.

## Огляд
DESTINY+ буде запущена з Космічного центру Учіноура ракетою-носієм «Epsilon S» на низьку навколоземну орбіту. Потім космічний апарат витратить 1,5 роки на підвищення своєї орбіти за допомогою іонних двигунів. Проліт повз Місяць виведе апарат на міжпланетну орбіту. Під час цієї подорожі він пролетить біля кількох навколоземних об'єктів, включаючи астероїд 3200 Фаетон у 2028 році, а також дослідить міжпланетний і міжзоряний пил.
Іонні двигуни зонда мають достатній ресурс, щоб потім перевести апарат на іншу орбіту для дослідження додаткових об'єктів.

## Цілі
DESTINY+ має стати випробуванням технологій для подальшого вдосконалення роботи недорогих сонячних електричних двигунів у далекому космосі. Він також продемонструє інноваційну технологію легких сонячних батарей. Науковий аспект цієї місії полягає в тому, щоб зрозуміти походження та природу пилу, який є ключовим джерелом органічних сполук на Землі. Космічний апарат також спостерігатиме за пилом від астероїда Фаетон за допомогою аналізатора пилу та складе карту його поверхні за допомогою багатодіапазонної телескопічної камери, щоб зрозуміти механізми викиду пилу. Космічний апарат пролетить на відстані близько 500 км від Фаетона.

## Космічний апарат
DESTINY+ використовуватиме тонкоплівкові сонячні елементи та компактну авіоніку. Він зможе витримувати дозу радіації приблизно до 30 крад за допомогою 3 мм алюмінієвого щита.
Космічний апарат рухатимуть чотири сонячні електричні іонні двигуни, які вже застосовувались космічними апаратами «Хаябуса» та «Хаябуса-2», але якщо попередники працювали не більше ніж із трьома двигунами водночас, DESTINY+ застосовуватиме всі чотири двигуни одночасно для сумарної тяги 40 мН, що потребуватиме потужності 1670 Вт і надаватиме апарату прискорення 83 мкм/с2. Загальна суха маса системи іонного двигуна (без урахування запасу ксенону) становить 59 кг.

## Корисне навантаження
DESTINY+ матиме три наукових прилади:
- DESTINY Dust Analyzer (DDA) — аналізатор пилу масою 2,7 кг, розроблений Німецьким аерокосмічним центром і Штутгартським університетом[3][1].
- Telescopic Camera for Phaethon (TCAP) — телескопічна камера масою 15,8 кг[3].
- Multiband Camera for Phaethon (MCAP) — багатодіапазонна камера масою 3,5 кг, здатна працювати на хвилях довжиною 390 нм, 550 нм, 700 нм і 850 нм[3].